# Stenoheriades integer
Stenoheriades integer är en biart som först beskrevs av Raymond Benoist 1934.  Stenoheriades integer ingår i släktet Stenoheriades och familjen buksamlarbin. Inga underarter finns listade i Catalogue of Life.